# Joselito Rodríguez
Joselito Rodríguez Ruelas, né le 12 février 1907 à Mexico et mort le 14 septembre 1985 à Mexico, est un réalisateur, scénariste, acteur, et producteur de cinéma mexicain.
Également ingénieur du son, il inventa au début des années 1930 un procédé de cinéma sonore avec son frère Roberto, procédé qu'ils utilisèrent sur le premier film parlant de l'histoire du cinéma mexicain en 1931 : Santa d'Antonio Moreno.

## Filmographie

### Comme réalisateur
- 1941 : El Secreto del sacerdote
- 1941 : ¡Ay Jalisco, no te rajes!
- 1943 : Morenita clara
- 1944 : La Pequeña madrecita
- 1946 : La Hija del payaso
- 1948 : Angelitos negros[1]
- 1949 : La Hija del panadero
- 1949 : Café de chinos
- 1950 : Cuando los hijos odian
- 1950 : Anacleto se divorcia
- 1951 : ¡... Y murío por nosotros!
- 1952 : Yo fui una callejera
- 1952 : Cuando los hijos pecan
- 1953 : Huracán Ramírez
- 1954 : Píntame angelitos blancos
- 1956 : La Pequeña enemiga
- 1957 : Dos diablillos en apuros
- 1957 : Pepito as del volante
- 1957 : Pepito y el monstruo
- 1958 : Santo contra el Cerebro del Mal
- 1958 : Santo contra los hombres infernales
- 1958 : El Enmascarado justiciero
- 1959 : El regreso del monstruo
- 1960 : La Calavera negra
- 1960 : La Máscara de hierro
- 1961 : El Tesoro del indito
- 1962 : El Misterio de Huracán Ramírez
- 1963 : Sitiados por la muerte
- 1966 : El Hijo de Huracán Ramírez
- 1967 : La Venganza de Huracán Ramirez
- 1970 : Angelitos negros
- 1973 : Huracán Ramírez y la monjita negra
- 1974 : De sangre chicana
- 1979 : El Amor de mi vida

### Comme scénariste
- 1941 : ¡Ay Jalisco, no te rajes! de lui-même
- 1943 : Arriba las mujeres de Carlos Orellana
- 1943 : Mexicanos al grito de guerra d'Álvaro Gálvez y Fuentes et Ismael Rodríguez
- 1944 : La Pequeña madrecita de lui-même
- 1948 : Angelitos negros de lui-même
- 1949 : Café de chinos de lui-même
- 1950 : Cuando los hijos odian de lui-même
- 1950 : Anacleto se divorcia de lui-même
- 1951 : Las Mujeres de mi general de Ismael Rodríguez
- 1953 : Huracán Ramírez de lui-même
- 1956 : La Pequeña enemiga de lui-même
- 1957 : Dos diablillos en apuros de lui-même
- 1957 : Pepito as del volante de lui-même
- 1957 : Pepito y el monstruo de lui-même
- 1961 : El Tesoro del indito de lui-même
- 1962 : El Misterio de Huracán Ramírez de lui-même
- 1966 : El Hijo de Huracán Ramírez de lui-même
- 1967 : La Venganza de Huracán Ramirez de lui-même
- 1970 : Angelitos negros de Antulio Jiménez Pons (série télévisée)
- 1970 : Angelitos negros de lui-même
- 1973 : Huracán Ramírez y la monjita negra de lui-même
- 1974 : De sangre chicana de lui-même

### Comme acteur
- 1948 : Angelitos negros de lui-même
- 1950 : Cuando los hijos odian de lui-même
- 1952 : Cuando los hijos pecan de lui-même
- 1953 : Huracán Ramírez de lui-même
- 1954 : Píntame angelitos blancos de lui-même
- 1957 : Dos diablillos en apuros de lui-même
- 1957 : Pepito y el monstruo de lui-même

### Comme ingénieur du son
- 1931 : Santa d'Antonio Moreno
- 1933 : El Anónimo de Fernando de Fuentes
- 1933 : La Calandria de Fernando de Fuentes
- 1933 : El Tigre de Yautepec de Fernando de Fuentes
- 1934 : El Fantasma del convento de Fernando de Fuentes
- 1934 : Mujeres sin alma de Ramón Peón
- 1934 : Cruz Diablo de Fernando de Fuentes
- 1935 : Tribu de Miguel Contreras Torres
- 1936 : Redes de Emilio Gómez Muriel et Fred Zinnemann
- 1938 : La Adelita de Guillermo Hernández Gómez et Mario de Lara

## Distinction
- 1984 : médaille Salvador-Toscano attribuée aux frères Rodríguez